# Neonemobius eurynotus
Neonemobius eurynotus is een rechtvleugelig insect uit de familie krekels (Gryllidae). De wetenschappelijke naam van deze soort is voor het eerst geldig gepubliceerd in 1918 door Rehn & Hebard.
De soort komt voor in de Verenigde Staten.